# Галенко-Ярошевский, Павел Александрович
Павел Александрович Галенко-Ярошевский (род. 8 сентября 1942 года) — советский и российский учёный-фармаколог, член-корреспондент РАМН (1995), член-корреспондент РАН (2014).
В 1969 году — окончил Винницкий медицинский институт, лечебный факультет.
С 1981 года по настоящее время — заведующий кафедрой фармакологии Кубанского государственного медицинский университет.
В 1995 году — избран членом-корреспондентом РАМН.
В 2014 году — стал членом-корреспондентом РАН (в рамках присоединения РАМН и РАСХН к РАН).
Под его руководством выполнено 96 кандидатских и докторских диссертаций.